# 御定子史精華
《子史精華》是汇集诗文词藻的一部类书。清雍正时官修。辑纂人员有张廷玉、蒋廷锡、厉廷仪等40多人。全书160卷。分30类，子目279。专辑诸子、史籍中的名言警句，门分类别而成。古代读书人以通经为先，对于子史之书只是揽其精华，有此一部名言名句的汇集，供当时人采摘，很为方便。现有光绪十二年上海同文书局石印本。全8册。

## 提要
四庫全書總目提要卷136：
康熙末聖祖仁皇帝敕修，雍正五年世宗憲皇帝禦定頒行。四庫之中，惟子史最為浩博，亦最為蕪雜。蓋紀傳編年以外，凡稗官野記，皆得自托於史。儒家以外，凡異學方技，皆得自命為子。學者雖病其冗濫，而資考證廣學問者，又錯出其中，不能竟廢，卷帙所以日繁也。或寒門細族，艱於購求；或僻壤窮鄉，限於耳目，則涉覽有所不能遍。或貪多務得，不別瑕瑜；或嗜異喜新，偏矜荒誕，則持擇有所不能精。於是刪纂之學興焉。然摘錄之本，如庾仲容之《子鈔》（案：《子鈔》世無傳本，其文散見《永樂大典》中），馬總之《意林》，簡略不詳，錢端禮之《諸史提要》，疏陋寡緒；楊侃之《兩漢博聞》、林鋮之《漢雋》，偏舉不全。即洪邁之《經子法語》、《諸史精語》，呂祖謙之《十七史詳節》，亦未為善本。明人所輯，叢脞彌甚，益自鄶無譏。聖祖仁皇帝嘉惠藝林，特命纂輯此編，俾其知津逮。分三十類，子目二百八十。凡名言雋句，采掇靡遺。大書以標其精要，分注以詳其首尾，原原本本，條理秩然，繁簡得中，翦裁有法。守茲一帙，可以富擬百城，於子史兩家，誠所謂披沙而簡金，集腋而為裘矣。